# Metriorhynchoidea
De Metriorhynchoidea zijn een superfamilie of clade van uitgestorven thalattosuchische krokodilachtigen van het Vroeg-Jura tot het Vroeg-Krijt (Toarcien - Valanginien, mogelijk zo laat als Vroeg-Aptien) van Europa, Noord-Amerika en Zuid-Amerika. Metriorhynchiden zijn volledig aquatische krokodilachtigen. Nominaal benoemd door Leopold Fitzinger in 1843, bevat het basale taxa zoals Teleidosaurus, Zoneait en Eoneustes en de familie Metriorhynchidae. Een niet nader genoemd taxon is bekend uit Chili.

## Ontdekkingsgeschiedenis
Metriorhynchoidea behoorden begin negentiende eeuw tot de eerste uitgestorven reptielen die ontdekt werden. De belangrijkste vondsten werden gedaan in Duitsland. In 1816 benoemde Samuel Thomas von Sömmerring Lacerta gigantea die in 1824 hernoemd zou worden tot Geosaurus.
In de loop van de negentiende eeuw nam de belangstelling voor de groep af. Er ontstond de neiging alle bekende soorten te concentreren in een paar geslachten en die te zien als een enkele ontwikkelingslijn met slechts een beperkte evolutionaire ontwikkeling. Pas in de eenentwintigste eeuw herleefde het onderzoek. Oude geslachten werden weer erkend en nieuwe vondsten lieten een onvermoede variabiliteit zien. Er is nu een dozijn geldige geslachten erkend en een veelvoud aan soorten.

## Evolutie
De Metriorhynchoidea duiken op tijdens het Midden-Jura in het Bajocien en behielden een lage diversiteit tijdens het Bathonien. Het aantal soorten nam toe tijdens het Callovien, toen er een splitsing was tussen kortsnuitige en langsnuitige vormen, om een hoog plateau te bereiken tijdens het Oxfordien en Kimmeridgien. De diversiteit piekte in het vroege Tithonien maar al op het eind van dit tijdperk verminderde het aantal soorten. Dit kan het gevolg geweest zijn van dalende zeespiegels en een vermindering van de oppervlakte van epicontinentale zeeën. Tijdens het vroege Krijt was er kennelijk slechts een klein aantal soorten, zij het met een sterker afwijkende bouw; van het einde van het Berriasien zijn zelfs helemaal geen Metriorhynchoidea bekend. Er was een opleving in het Valanginien, wellicht samenhangend met een stijgende zeespiegel. Op het eind van dit tijdperk daalde die weer, gecombineerd met een daling van zeewatertemperatuur en een teruggang van warmwaterinktvissen, en kwamen lastig te vangen beenvissen (Teleostei) op terwijl er een vergrote concurrentie was van eigentijdse haaiengroepen. Wellicht stierven de Metriorhynchoidea door dit alles uit.

## Aanpassingen aan het leven in de zee
De Metriorhynchoidea zijn van alle Archosauria het sterkst aangepast aan het leven in de open zee. De eerste metriorhynchoïden leken nog erg op andere krokodilachtigen. Zo kon de basale vorm Teleidosaurus zijn bek nog opensperren om op te warmen of af te koelen, een teken dat hij het land nog opzocht. Latere soorten hadden daarvoor een te kort retroarticulair uitsteeksel van de onderkaak en ook misten ze een zijvenster in de onderkaak zodat de musculus intramandibularis niet kon worden aangetrokken. Uit de botstructuur blijkt echter dat de groep koudbloedig bleef. Teleidosaurus had ook geen fenestrae antorbitales op de zijden van de snuit en dus vermoedelijk geen ruimte voor zoutklieren wat er verder op duidt dat hij niet in zee leefde. Meer afgeleide soorten hebben op deze positie holten ontwikkeld.
Een aanpassing aan het zeeleven bij in ieder geval de metriorhynchiden is het volledig verlies van het huidpantser, als enige groep van de krokodilachtigen. Het pantser zou meer waterweerstand hebben opgeleverd en een zijdelingse zwembeweging hebben belemmerd. De beenplaten waren niet meer nodig als verankering voor spieren die de romp van grond moesten houden of voor thermoregulatie.
Dat er dieper gedoken werd zou kunnen blijken door grotere ogen die meer zijwaarts geplaatst waren. Vooral Geosaurus en Cricosaurus hebben grote scleraalringen die duiden op een goed zicht bij weinig licht. Een functie bij het duiken kan ook een groeve rond de neusgaten gehad kunnen hebben als behuizing voor spieren die met kleppen de gaten konden afsluiten.
De schedel raakte beter gestroomlijnd door het naar achteren klappen van de zijtakken van de voorhoofdsbeenderen. wat een scherpere rand opleverde. De andere schedelbeenderen werden gladder. De richel tussen de bovenste slaapvensters reikt meer naar voren. Bij de meest afgeleide vormen gaan de squamosa meer verticaal staan evenals de processus paroccipitales. Zulke vormen hebben vaak ook een afgeplat opperarmbeen, een teken dat de voorpoot in een vin begon te veranderen. Het opperarmbeen verliest dan ook de deltopectorale kam zodat de musculus deltoides scapularis de arm niet meer kan afzetten voor het lopen op de grond. De vinnen dienden om te sturen. De voortstuwing werd voornamelijk geleverd door de staart waarvan het uiteinde voorzien was van een verticale staartvin met een dubbele lob; de staartpunt liep na een knik in de onderste lob door.
De groep van Geosaurus en Dakosaurus ontwikkelde zeer hoge rompen. Die zouden een hogere zwemsnelheid hebben mogelijk gemaakt.

## Voedsel
Bij Dakosaurus zijn de kamers voor grote zoutklieren direct waarneembaar. Ook andere soorten hadden vermoedelijk klieren om zout af te scheiden. Dat zou het mogelijk hebben gemaakt grote hoeveelheden inktvissen te eten die een hoog zoutgehalte hebben. Verdere informatie over het dieet wordt geboden door de tandvorm. De eerste metriorhynchoïden hadden nog de kegelvormige scherpe tanden met dubbele snijrand van hun voorouders. Alle tanden waren homodont en hadden dus ongeveer dezelfde vorm. Deze tanden zijn klein, voor het doorboren en grijpen van zachte prooien zoals veel groepen inktvissen. Metriorhynchus en Cricosaurus macrospondylus hadden grotere tanden. Rhacheosaurus had hele scherpe en lange tanden. Beide laatste typen kunnen gebruikt worden voor het doorboren van het pantser van belemnieten. Het behoud van snijranden bij basale vormen kan wijzen op een opportunistische voedselverwerving waarbij ook grotere prooien aangevallen werden en met de snijranden verwond. Dat past ook bij hun kortere snuitlengte. Bij afgeleide soorten is de snuit vaak veel langer, geschikt om kleinere prooien te onderscheppen met een zijdelingse beweging van de kop.
De Geosaurinae hebben meer variabele tanden. Suchodus durobrivensis heeft rechte en stompe tanden die geschikt zijn om pantsers te kraken. Sommige vormen hebben driehoekige overdwars afgeplatte 'zifodonte' tanden, soms met kartelingen, die geschikt zijn om grote prooien te verwonden. Dakosaurus heeft het meest robuuste gebit, met gekromde 'theropodomorfe' tanden, waarmee prooien doormidden gebeten konden worden. Hij lijkt een gespecialiseerde jachtmethode te hebben gehad waarmee hij zich in de prooi vastbeet om er met een rollende beweging een stuk uit te scheuren. Hij heeft daartoe een veel sterkere schedel en zwaardere musculatuur dan verwanten, krachtig genoeg om botten te breken. Hij was duidelijk een hypercarnivoor die veel groter was dan andere metriorhynchoïden. De weliswaar kleinere Geosaurus giganteus heeft gelijksoortige aanpassingen maar driehoekige gekartelde tanden. Met zulke scherpe tanden is minder bijtkracht nodig om de huid van een prooi te doorboren.

## Fylogenie
De Metriorhynchoidea zijn als klade een stam-gebaseerd taxon gedefinieerd in 2009 als de meest inclusieve clade bestaande uit Metriorhynchus geoffroyii, maar niet Teleosaurus cadomensis, dus Metriorhynchus en alle soorten nauwer verwant aan Metriorhynchus dan aan Teleosaurus. Het onderstaande cladogram volgt de topologie van een analyse uit 2011 door Andrea Cau en Federico Fanti. Merk op dat dezelfde topologie werd verkregen in Mark T. Young en Marco Brandalise de Andrade, 2009 en Mark T. Young, Stephen L. Brusatte, Marcello Ruta en Marco Brandalise de Andrade, 2010.
|  | Eoneustes bathonicus |
|  |                      |
|  | Eoneustes gaudryi    |
|  |                      |

| Metriorhynchidae | \| \| Geosaurinae \| \| \| \| \| \| Metriorhynchinae \| \| \| \| |
|                  | \| \| Geosaurinae \| \| \| \| \| \| Metriorhynchinae \| \| \| \| |
|                  | Geosaurinae                                                      |
|                  |                                                                  |
|                  | Metriorhynchinae                                                 |
|                  |                                                                  |

|  | Geosaurinae      |
|  |                  |
|  | Metriorhynchinae |
|  |                  |

| Metriorhynchidae | \| \| Geosaurinae \| \| \| \| \| \| Metriorhynchinae \| \| \| \| |
|                  | \| \| Geosaurinae \| \| \| \| \| \| Metriorhynchinae \| \| \| \| |
|                  | Geosaurinae                                                      |
|                  |                                                                  |
|                  | Metriorhynchinae                                                 |
|                  |                                                                  |

|  | Geosaurinae      |
|  |                  |
|  | Metriorhynchinae |
|  |                  |

| Metriorhynchidae | \| \| Geosaurinae \| \| \| \| \| \| Metriorhynchinae \| \| \| \| |
|                  | \| \| Geosaurinae \| \| \| \| \| \| Metriorhynchinae \| \| \| \| |
|                  | Geosaurinae                                                      |
|                  |                                                                  |
|                  | Metriorhynchinae                                                 |
|                  |                                                                  |

|  | Geosaurinae      |
|  |                  |
|  | Metriorhynchinae |
|  |                  |

| Metriorhynchidae | \| \| Geosaurinae \| \| \| \| \| \| Metriorhynchinae \| \| \| \| |
|                  | \| \| Geosaurinae \| \| \| \| \| \| Metriorhynchinae \| \| \| \| |
|                  | Geosaurinae                                                      |
|                  |                                                                  |
|                  | Metriorhynchinae                                                 |
|                  |                                                                  |

|  | Geosaurinae      |
|  |                  |
|  | Metriorhynchinae |
|  |                  |

|  | Eoneustes bathonicus |
|  |                      |
|  | Eoneustes gaudryi    |
|  |                      |

| Metriorhynchidae | \| \| Geosaurinae \| \| \| \| \| \| Metriorhynchinae \| \| \| \| |
|                  | \| \| Geosaurinae \| \| \| \| \| \| Metriorhynchinae \| \| \| \| |
|                  | Geosaurinae                                                      |
|                  |                                                                  |
|                  | Metriorhynchinae                                                 |
|                  |                                                                  |

|  | Geosaurinae      |
|  |                  |
|  | Metriorhynchinae |
|  |                  |

| Metriorhynchidae | \| \| Geosaurinae \| \| \| \| \| \| Metriorhynchinae \| \| \| \| |
|                  | \| \| Geosaurinae \| \| \| \| \| \| Metriorhynchinae \| \| \| \| |
|                  | Geosaurinae                                                      |
|                  |                                                                  |
|                  | Metriorhynchinae                                                 |
|                  |                                                                  |

|  | Geosaurinae      |
|  |                  |
|  | Metriorhynchinae |
|  |                  |

| Metriorhynchidae | \| \| Geosaurinae \| \| \| \| \| \| Metriorhynchinae \| \| \| \| |
|                  | \| \| Geosaurinae \| \| \| \| \| \| Metriorhynchinae \| \| \| \| |
|                  | Geosaurinae                                                      |
|                  |                                                                  |
|                  | Metriorhynchinae                                                 |
|                  |                                                                  |

|  | Geosaurinae      |
|  |                  |
|  | Metriorhynchinae |
|  |                  |

| Metriorhynchidae | \| \| Geosaurinae \| \| \| \| \| \| Metriorhynchinae \| \| \| \| |
|                  | \| \| Geosaurinae \| \| \| \| \| \| Metriorhynchinae \| \| \| \| |
|                  | Geosaurinae                                                      |
|                  |                                                                  |
|                  | Metriorhynchinae                                                 |
|                  |                                                                  |

|  | Geosaurinae      |
|  |                  |
|  | Metriorhynchinae |
|  |                  |

|  | Eoneustes bathonicus |
|  |                      |
|  | Eoneustes gaudryi    |
|  |                      |

| Metriorhynchidae | \| \| Geosaurinae \| \| \| \| \| \| Metriorhynchinae \| \| \| \| |
|                  | \| \| Geosaurinae \| \| \| \| \| \| Metriorhynchinae \| \| \| \| |
|                  | Geosaurinae                                                      |
|                  |                                                                  |
|                  | Metriorhynchinae                                                 |
|                  |                                                                  |

|  | Geosaurinae      |
|  |                  |
|  | Metriorhynchinae |
|  |                  |

| Metriorhynchidae | \| \| Geosaurinae \| \| \| \| \| \| Metriorhynchinae \| \| \| \| |
|                  | \| \| Geosaurinae \| \| \| \| \| \| Metriorhynchinae \| \| \| \| |
|                  | Geosaurinae                                                      |
|                  |                                                                  |
|                  | Metriorhynchinae                                                 |
|                  |                                                                  |

|  | Geosaurinae      |
|  |                  |
|  | Metriorhynchinae |
|  |                  |

| Metriorhynchidae | \| \| Geosaurinae \| \| \| \| \| \| Metriorhynchinae \| \| \| \| |
|                  | \| \| Geosaurinae \| \| \| \| \| \| Metriorhynchinae \| \| \| \| |
|                  | Geosaurinae                                                      |
|                  |                                                                  |
|                  | Metriorhynchinae                                                 |
|                  |                                                                  |

|  | Geosaurinae      |
|  |                  |
|  | Metriorhynchinae |
|  |                  |

| Metriorhynchidae | \| \| Geosaurinae \| \| \| \| \| \| Metriorhynchinae \| \| \| \| |
|                  | \| \| Geosaurinae \| \| \| \| \| \| Metriorhynchinae \| \| \| \| |
|                  | Geosaurinae                                                      |
|                  |                                                                  |
|                  | Metriorhynchinae                                                 |
|                  |                                                                  |

|  | Geosaurinae      |
|  |                  |
|  | Metriorhynchinae |
|  |                  |

|  | Eoneustes bathonicus |
|  |                      |
|  | Eoneustes gaudryi    |
|  |                      |

| Metriorhynchidae | \| \| Geosaurinae \| \| \| \| \| \| Metriorhynchinae \| \| \| \| |
|                  | \| \| Geosaurinae \| \| \| \| \| \| Metriorhynchinae \| \| \| \| |
|                  | Geosaurinae                                                      |
|                  |                                                                  |
|                  | Metriorhynchinae                                                 |
|                  |                                                                  |

|  | Geosaurinae      |
|  |                  |
|  | Metriorhynchinae |
|  |                  |

| Metriorhynchidae | \| \| Geosaurinae \| \| \| \| \| \| Metriorhynchinae \| \| \| \| |
|                  | \| \| Geosaurinae \| \| \| \| \| \| Metriorhynchinae \| \| \| \| |
|                  | Geosaurinae                                                      |
|                  |                                                                  |
|                  | Metriorhynchinae                                                 |
|                  |                                                                  |

|  | Geosaurinae      |
|  |                  |
|  | Metriorhynchinae |
|  |                  |

| Metriorhynchidae | \| \| Geosaurinae \| \| \| \| \| \| Metriorhynchinae \| \| \| \| |
|                  | \| \| Geosaurinae \| \| \| \| \| \| Metriorhynchinae \| \| \| \| |
|                  | Geosaurinae                                                      |
|                  |                                                                  |
|                  | Metriorhynchinae                                                 |
|                  |                                                                  |

|  | Geosaurinae      |
|  |                  |
|  | Metriorhynchinae |
|  |                  |

| Metriorhynchidae | \| \| Geosaurinae \| \| \| \| \| \| Metriorhynchinae \| \| \| \| |
|                  | \| \| Geosaurinae \| \| \| \| \| \| Metriorhynchinae \| \| \| \| |
|                  | Geosaurinae                                                      |
|                  |                                                                  |
|                  | Metriorhynchinae                                                 |
|                  |                                                                  |

|  | Geosaurinae      |
|  |                  |
|  | Metriorhynchinae |
|  |                  |